# Eddy Merckx Fietsroute
De Eddy Merckx Fietsroute is een lusvormige fietsroute van 70 km door het Hageland. De toeristische wielerroute maakt een lus door het gebied waar Eddy Merckx is geboren. De route is bewegwijzerd en telt 500 hoogtemeters.
Vanuit Meensel-Kiezegem voert de route langs de plaatsen Houwaart, Tielt-Winge, Bekkevoort, Kortenaken, Ransberg en Glabbeek-Zuurbemde. 